# Geniernas återkomst
Geniernas återkomst är en roman från 1987 av P.C. Jersild.

## Handling
I denna roman har P.C. Jersild skrivit om hela mänsklighetens historia ur ett evolutionärt perspektiv. Han har helt enkelt hittat på ett alternativt ursprung för vår art. Vi får följa våra tänkta tidiga förfäder från någon form av förhållandevis intelligenta småapor som lever i nära symbios med stora gorillor, via bland annat stenåldersmänniskor som lever i samhällen byggda på pålar i vattnet, till en bit in i framtiden där återskapade genier som Einstein och Beethoven (därav titeln) lever tillsammans med bland annat neandertalare på ett behandlingshem.